# Alexandre Gismonti
Alexandre Gismonti Medeiros Amim (Rio de Janeiro, 13 de fevereiro de 1981) é um violonista, arranjador e compositor brasileiro.
Primeiro filho do multi-instrumentista Egberto Gismonti, o violonista Alexandre Gismonti acompanha o pai em tournées nacionais e internacionais desde 1997.
Em 2009 gravou seu primeiro disco, em duo com Egberto, intitulado Saudações e lançado pela conceituada gravadora alemã ECM. Em 2010, com sua carreira solo também em ascensão, lançou o disco Baião de Domingo (Fina Flor), que lhe rendeu a inédita indicação para o Prêmio da Música Brasileira 2010 (categoria revelação). No mesmo ano, Alexandre saiu em turnê pelo Reino Unido, Canadá e Estados Unidos, integrando o projeto americano International Guitar Night 2010/2011. Fruto desse trabalho, registrou o disco IGN V (Warner Canada), conjuntamente aos violonistas de renome internacional Brian Gore, Pino Forastiere e Clive Carroll.
Compositor destacado da nova geração, Alexandre obteve seleção de suas obras autorais nos festivais Guarulhos Instrumental” (São Paulo, 2007), no Festival TIM de Choro “Casa do Gílson” (Belém, 2007), e no Projeto Novas (Rio de Janeiro, 2012). Como intérprete, entrou para a lista dos melhores músicos instrumentais brasileiros ao ser selecionado para o Prêmio VISA de Música Brasileira (São Paulo, 2004).
É irmão da pianista Bianca Gismonti.

## Discografia
- Baião de domingo
- Saudações (com Egberto Gismonti)
- Golfinho Gaivota
- Nicanor Teixeira por grandes intérpretes